# Frédéric Houssay
Pour les articles homonymes, voir Houssay.
Frédéric Houssay est un zoologiste français, né le 28 février 1860 à Dol-de-Bretagne et mort le 18 septembre 1920 à Lyon.

## Biographie
Sa famille, originaire d'Ille-et-Vilaine, compte plusieurs propriétaires de fabrique de chaussures de Fougères. Il étudie au Lycée de Laval, puis au Lycée de Rennes. Reçu à l’École polytechnique et à l’École normale supérieure, il opte pour cette dernière (promotion de 1879). Il y obtient ses licences de mathématiques (1880), de sciences physiques (1881) et de sciences naturelles (1882). Reçu à l'agrégation de sciences naturelles (1882), il est nommé aussitôt agrégé-préparateur à l'École normale supérieure et présente son doctorat (1884) avec une thèse intitulée Recherches sur l'opercule et les glandes du pied des gastéropodes.
Après son doctorat il est préparateur au laboratoire à la Sorbonne d'Henri de Lacaze-Duthiers (1821-1901). Il est alors choisi par le directeur de l'école normale supérieure pour participer en 1885-1886, comme anthropologue à la mission scientifique et archéologique de Marcel et Jeanne Dieulafoy à Suse. À son retour, il est maître de conférences à la Faculté des sciences de Lyon (1886-1888), puis maître de conférences suppléant d’Alfred Giard (1846-1908) à l’École normale supérieure (1888-1892) puis maître de conférences titulaire (1892-1901). Le 23 juillet 1901,il est fait chevalier de la Légion d'honneur, recevant cette distinction des mains de Georges Perrot, alors directeur de l'ENS et membre de l'Institut. En 1904, il est nommé professeur à la Sorbonne. Il y donne un cours public, mais il continue à enseigner à l'École normale supérieure où il conserve son laboratoire. Il est nommé professeur de zoologie à la faculté des sciences de Paris en 1907 et doyen en 1919. Il meurt le 18 septembre 1920 peu de temps après la parution de Force et cause ouvrage à la fois de philosophie des sciences, de critique scientifique et de métaphysique, véritable testament intellectuel à propos duquel Henri Bergson lui écrira: « J'ai lu votre livre la plume à la main. »[réf. nécessaire]

## Liste des publications
- 1884 : Recherches sur l'opercule et les glandes du pied des gastéropodes, Hennuyer (Paris), 118 p.
- 1887 : Souvenirs d'un voyage en Perse. L'Arabistan et la montagne des Bakhtyaris, dans la Revue des deux Mondes, janv. 1887 (deuxième quinzaine)
- 1887 : Les Races humaines de la Perse, Société d'anthropologie de Lyon, séance du 2 juillet 1887, Pitrat aîné (Lyon) : 48 p.
- 1889 : Les industries des animaux, J.-B. Baillière et fils (Paris), collection Bibliothèque scientifique contemporaine : 312 p.
- 1891 : Études d'embryologie sur les vertébrés, IV, Les fentes branchiales auditive, hyo-mandibulaire, spiraculaire et les somites mésoblastiques qui leur correspondent chez l'axolotl, extrait du T. XXIII du "Bulletin scientifique de la France et de la Belgique", publié par Alfred Giard, L. Danel (Lille), paginé 55-79
- 1892 : avec Charles Babin, A travers la Perse méridionale, dans  Le Tour du monde, vol.II, 1892, p. 65-128
- 1892 : Quelques remarques sur les lois de l'évolution, G. Carré (Paris), extrait du " Bulletin scientifique de la France et de la Belgique" publié par Alfred Giard, T. XXIV, G. Carré (Paris), 31 p.
- 1895 : Les Théories de la genèse à Mycènes, extrait de la "Revue archéologique", E. Leroux (Paris), 25 p.
- 1897 : Nouvelles recherches sur la faune et la flore des vases peints de l'école mycénienne, extrait de la "Revue archéologique", E. Leroux (Paris), 25 p.
- 1900 : La Forme et la vie, essai de la méthode mécanique en zoologie, Schleicher frères (Paris) : 924 p.
- 1903 : Nature et sciences naturelles, E. Flammarion (Paris), collection Bibliothèque de philosophie scientifique : 304 p.
- 1907 : Variations expérimentales: Études sur six générations de poules carnivores[3]
- 1910 : La morphologie dynamique, collection de morphologie dynamique,T.I, A. Hermann et fils (Paris), 29 p.
- 1911 : Poissons et aéronats, Millet fils (Paris), Conférence à l’École nationale supérieure d'aéronautique et de construction mécanique de Toulouse, 19 p.
- 1912 : Forme, puissance et stabilité des poissons, collection de morphologie dynamique, T. IV, A. Hermann et fils (Paris), 372 p.
- 1920 : Force et cause, E. Flammarion (Paris), collection Bibliothèque de philosophie scientifique : 251 p.

## Source
- Christophe Charle et Eva Telkes (1989). Les Professeurs de la Faculté des sciences de Paris. Dictionnaire biographique (1901-1939), Institut national de recherche pédagogique (Paris) et CNRS Éditions, collection Histoire biographique de l’Enseignement : 270 p.  (ISBN 2-222-04336-0)
- Louis Bounoure, "La vie et l'œuvre de Frédéric Houssay (1860-1920) Extrait d'Isis no 23 (Vol. VII, 3) 1925, Bruxelles, Weissenbruch imprimeur, p. 433-455.
- jean-Claude Voisin (2025), "Frédéric Houssay, un naturaliste et anthropologue de Dol-de-Bretagne en Perse (1885-1886)", Paris, L'Harmattan, 234 pages.